# Паннонские русины

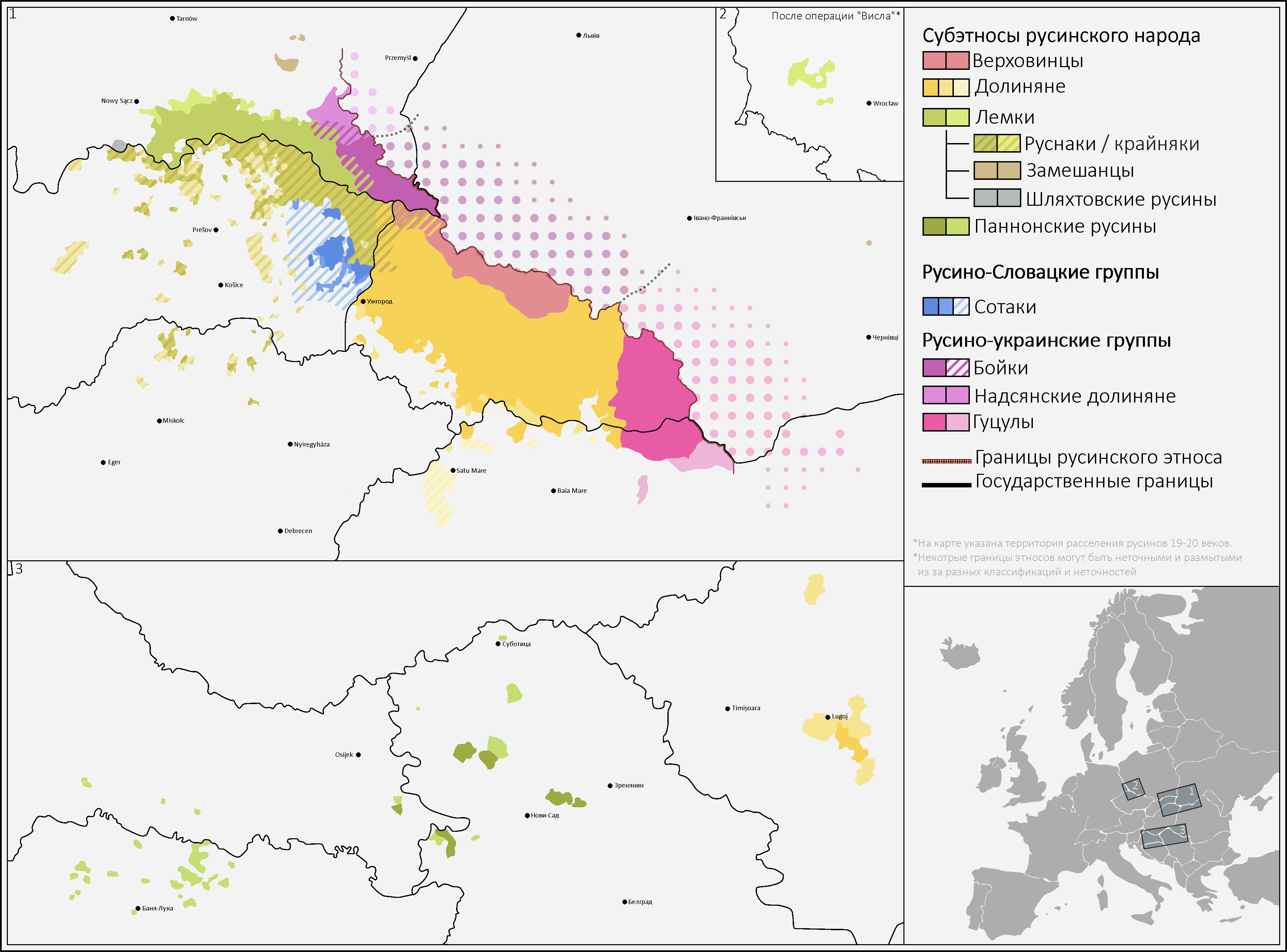

Флаг русинов в Сербии

Флаг русинов в Хорватии

Панно́нские руси́ны — этнографическая группа русинов, проживающая в пределах исторической области Паннония в автономном крае Воеводина в составе Сербии и в исторической области Славонии в составе Хорватии.
Русины благодаря политике властей Габсбургской монархии мигрировали из восточной Словакии и Закарпатья в Бачку и Банат в XVIII веке вместе со словаками.
Одна часть самоопределяет себя как украинцев, другая — как отдельный народ (русины). В Сербии и Хорватии официально считаются отдельным народом, южнорусинский язык является одним из шести официальных (служебных) языков автономного края Воеводина в Сербии.

## Демография
Согласно переписи 2011 года в Воеводине проживало 14 246 русинов (в 1981 было около 23 тысяч). Культурным центром русинов является село Руски Керестур в округе Кула. Другие сёла с русинским большинством — это Коцур (серб. Куцура, округ Вербас) и Бикич-До (округ Шид). Русины также проживают в восточной Славонии (часть Хорватии), где они составляют большинство в селе Петровцы (округ Богдановцы Вуковарско-Сремской жупании).

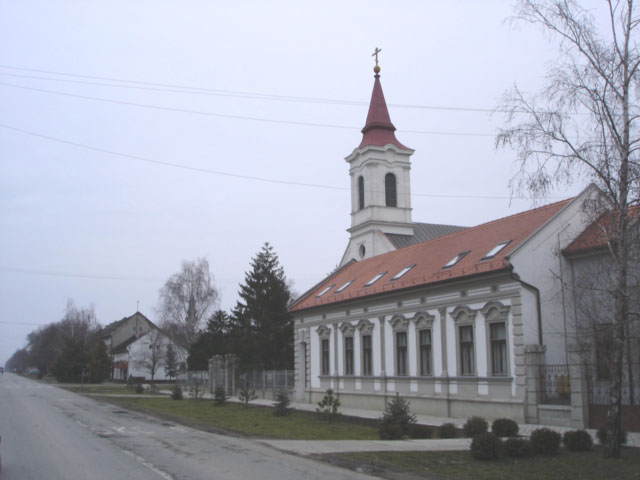
Русинская греко-католическая церковь в Дюрдёве

## Вероисповедание
Большинство русинов придерживается греко-католического вероисповедания. Другая часть русинов — православные и посещает приходы Бачской епархии Сербской православной церкви. С 2003 года для воеводинских греко-католиков создан Апостольский экзархат Сербии и Черногории с историческим центром в селе Руски-Крстур, с 2018 года — епархия Руски-Крстура. Епархия тесно сотрудничает с украинским посольством в Республике Сербия, регулярно направляет студентов на стажировку на Украину. Возглавляет экзархат епископ Юрий Джуджар.

## Язык
Некоторые языковеды считают, что паннонский диалект русинского языка (в отличие от собственно русинского) ближе к западнославянским языкам, чем к восточнославянским, и представляет отдельный микроязык. 
Некоторые воеводинские русины считают себя частью украинского народа, другие — отдельной национальностью. В Воеводине и собственно Сербии также проживает небольшая община украинцев, которые переселились сюда в XIX веке из Галиции, которые в то время в Австро-Венгрии также именовались русинами и считались одним народом с русинами Карпат.
Автором первой нормативной грамматики русинского языка был Гавриил Костельник, он же был поэтом, критиком и первым русинским прозаиком. Его дело развивали Дюра Папгаргаи и Михал Ковач, выдающиеся русинские писатели и поэты, Микола Кочиш — крупный русинский писатель и языковед, который упорядочил русинский литературный язык.

## Образование и наука
В Руски-Крстуре действует начальная «Основна школа» с обучением на русинском языке и гимназия имени Петра Кузмяка с обучением на сербском и русинском. В Кучуре и Дюрдёве есть по одной начальной школе с обучением на русинском и сербском. Руски-Крстур с 1940-х гг. был центром русинской культурной деятельности, в нём возник любительский театр П. Ризнича, со временем ставший профессиональным.
В 1970 году в Нови-Саде было организовано общество изучения русинского языка, литературы и культуры. Его первым руководителем был писатель, лингвист и педагог Николай Кочиш (1928—1973), который подготовил словарь, грамматику и учебники русинского языка. Филиалы общества теперь действуют в Нови-Саде, Кучуре, Руском Керестуре, Вербасе, Шиде и Дюрдёве. В 1975—1988 годах общество выпускало журнал «Творчосц», с 1988 — «Studia ruthenica». Выходят еженедельники «Руске слово» и «Литературне слово».
В 1981 году в университете Нови-Сада была основана группа по русинским исследованиям. В 1982 году на её основе была образована кафедра русинского языка и литературы.